# Victor Feddersen
Victor Alexander Feddersen (* 31. Januar 1968 in Gentofte) ist ein ehemaliger dänischer Ruderer. Der Olympiasieger und vierfache Weltmeister im Leichtgewichts-Vierer ohne Steuermann war von 1985 bis 2000 international aktiv.

## Sportliche Karriere
Feddersen war bei den Junioren-Weltmeisterschaften 1985 Achter im Vierer ohne Steuermann, 1986 belegte er mit dem Doppelvierer den vierten Platz. Bei den 1987 in Kopenhagen ausgetragenen Weltmeisterschaften ruderte Feddersen mit dem Leichtgewichts-Achter auf den siebten Platz. Ab 1993 gehörte Feddersen zum dänischen Leichtgewichts-Vierer ohne Steuermann, mit dem er, zusammen mit Niels Henriksen, Thomas Poulsen und Eskild Ebbesen, bei den Weltmeisterschaften 1994 in Indianapolis seinen ersten Weltmeistertitel gewann. 1995 in Tampere siegte der italienische Vierer, die vier Dänen gewannen die Silbermedaille. Bei der olympischen Premiere des Leichtgewicht-Ruderns im Jahr 1996 in Atlanta siegten die Dänen vor den Kanadiern. 1997 rückte Thomas Ebert für Henriksen ins Boot, bei den Weltmeisterschaften 1997 und 1998 gewannen die Dänen vor den Franzosen. 1999 gewannen die Dänen den dritten Weltmeistertitel in Folge vor den Australiern und den Franzosen. Bei den Olympischen Spielen 2000 in Sydney siegten die Franzosen vor den Australiern, der dänische Vierer mit Ebbesen, Ebert, Feddersen und Søren Madsen erhielt die Bronzemedaille.
Der 1,79 m große Victor Feddersen trat für den Bagsværd Roklub an.